# Wilhelm von Zastrow (General, 1769)
Wilhelm Ernst von Zastrow (* 27. November 1769 in Kölpin, Kreis Neustettin; † 7. Juni 1854 in Berlin) war ein preußischer Generalmajor und Kommandeur der 16. Kavallerie-Brigade.

## Leben

### Herkunft
Wilhelm Ernst von Zastrow entstammte der Familie Zastrow, er war ein Sohn des königlich preußischen Kammerherrn, großbritannischen und kurhannoveranischen Rittmeister und Erbherrn auf Kölpin Andreas Wedig von Zastrow († 1795) und der Friederike von Blanckensee († 1813).
Sein Bruder Alexander Heinrich Gebhardt von Zastrow, war als Oberst Kommandeur der 6. Infanterie-Brigade beim II. Armee-Korps und blieb am 23. Juni 1815 vor Namur.

### Militärkarriere
Zastrow begann seine Laufbahn 1784 als Junker im Dragonerregiment „von Knobelsdorff“ der Preußischen Armee. 1787 noch Fähnrich avancierte er bis 1802 zum Kapitän. Zwischenzeitlich nahm er am Revolutionskrieg teil und focht u. a. in den Schlachten bei Valmy, Kaiserslautern und Limburg. 1806 folgte die erneute Teilnahme am Krieg, wo er u. a. den Schlachten bei Jena und Lübeck aktiv beiwohnte.
1810 wurde Zastrow zum Major befördert und übernahm als Eskadronchef, wenig später als Kommandeur das pommersche National-Kavallerieregiment. Während der Befreiungskriege nahm er u. a. an den Schlachten bei Großbeeren, Dennewitz und Leipzig teil. Für seinen Einsatz in Dennewitz wurde Zastrow mit den Eisernen Kreuz II. Klasse ausgezeichnet, 1814 wurde er zum Oberstleutnant befördert.
1815 wurde Zastrow Kommandeur des Garde-Dragoner-Regiments und erhielt das Patent zum Oberst. 1820 wurde er Kommandeur der 16. Kavallerie-Brigade, 1822 zum Generalmajor befördert, bekam 1825 das Dienstkreuz verliehen und erhielt schließlich krankheitsbedingt bereits 1828 „Versorgung“, das heißt eine Pension. König Friedrich Wilhelm III. verlieh ihm aus diesem Anlass in Anerkennung seiner treuen Dienste den Roten Adlerorden III. Klasse.
Wilhelm Ernst von Zastrow wurde auf dem Invalidenfriedhof in Berlin beigesetzt.

### Familie
Zastrow heiratete am 12. Juli 1796 in Landsberg an der Warthe Juliane Brunkow (1778–1861). Aus dieser Ehe gingen drei Töchter und zwei Söhne hervor, darunter:
- Mathilde (1799–1885), Stiftsdame in Kappeln
- Julius (1802–1884), preußischer Generalmajor

⚭ Pauline von Zastrow genannt von Küssow
⚭ 1845 Maria von Moers (1825–1897)
- Wilhelmine (* 1810)
- Ferdinand (1812–1858), preußischer Hauptmann a. D. 1840 ⚭ Paula von Papstein (1825–1883)